# Лябихов, Роман Михайлович
Роман Михайлович Лябихов (род. 7 мая 1973, Северодвинск, Архангельская область) — российский политический и государственный деятель. Депутат Государственной Думы Федерального Собрания Российской Федерации VIII созыва, Первый заместитель председателя Комитета Государственной Думы по строительству и жилищно-коммунальному хозяйству. Член фракции политической партии «КПРФ» в Государственной Думе.  Член  Комиссии Государственной Думы Федерального Собрания Российской Федерации по обеспечению жилищных прав граждан. Почётный строитель России.
Из-за вторжения России на Украину, находится под международными санкциями Евросоюза, США, Великобритании и ряда других стран

## Биография
Родился 7 мая 1973 года в г. Северодвинске Архангельской области в семье рабочих машиностроителей.
В 1997 году окончил Институт судостроения и морской арктической техники (Севмашвтуз), филиал Санкт-Петербургского государственного морского технического университета в городе Северодвинске (ныне филиал Северного Арктического Федерального Университета). Получил высшее образование по направлению «Промышленное и гражданское строительство верфи».
С 1997 по 2013 гг. был руководителем ряда компаний в химической промышленности.
С 2013 г. по 2020 г. реализовал более 20 крупных девелоперских проектов  жилого и общественного назначения в Москве и Московской области.

## Депутатская деятельность
14 сентября 2014 г. участвовал в выборах депутатов Московской городской думы VI созыва от партии КПРФ по одномандатному округу №39. В Мосгордуму не прошел, заняв 3-е место (10,13%) после кандидатов от "Единой России" и "Гражданской платформы" Антона Палеева и Виктора Сиднева.
18 сентября 2016 г. Роман Лябихов баллотировался в Госдуму VII созыва от партии КПРФ (№7 региональной группы №20,
Ивановская, Костромская и Ярославская обл.). По итогам распределения мандатов место в Госдуме не получил.  Одновременно участвовал в выборах депутатов Законодательного собрания Ленинградской области VI созыва от КПРФ. Возглавлял региональную группу №8.
С 2020 г. — депутат Государственной Думы Федерального собрания Российской Федерации седьмого созыва. В соответствии с Постановлением ЦИК Российской Федерации Роман Михайлович Лябихов получил мандат депутата Государственной Думы как зарегистрированный кандидат из федерального списка КПРФ, региональная группа 20 (Ивановская область, Костромская область, Ярославская область). Свой мандат получил в связи с переходом депутата Александра Некрасова в Совет Федерации.
В Государственной Думе ФС РФ седьмого созыва Р. М. Лябихов вошёл в состав Комитета по жилищной политике и жилищно-коммунальному хозяйству.
19 сентября 2021 г. был избран депутатом Государственной Думы восьмого созыва по списку КПРФ (баллотировался под первым номером в региональной группе №20). 12 октября 2021 г. избран Первым заместителем председателя Комитета Государственной Думы по строительству и жилищно-коммунальному хозяйству. В Государственной Думе представляет интересы Владимирской, Ивановской, Костромской и Ярославской областей.

## Законотворческая деятельность
С 2020 г., в течение исполнения полномочий депутата Государственной Думы VII и VIII созывов, выступил соавтором 21 законодательной инициативы и поправок к проектам федеральных законов.
Является автором законодательной инициативы и соавтором законопроекта о внесении изменений в Федеральный закон «Об участии в долевом строительстве многоквартирных домов и иных объектов недвижимости».

## Награды и премии
Почетный строитель Российской Федерации.

## Санкции
23 февраля 2022 года, из-за признания самопровозглашённых ДНР и ЛНР, включён в санкционный список Евросоюза, так как «поддерживал и проводил действия и политику, которые подрывают территориальную целостность, суверенитет и независимость Украины, которые еще больше дестабилизируют Украину».
24 февраля 2022 года, включён в санкционный список Канады «близких соратников режима» за голосование о признании независимости «так называемых республик в Донецке и Луганске».
24 марта 2022 года, на фоне вторжения России на Украину, включен в санкционный список США за «соучастие в войне Путина» и «поддержку усилий Кремля по вторжению в Украину», Госдеп США заявил что депутаты Госдумы используют свои полномочия для преследования инакомыслящих и политических оппонентов, нарушают свободу информации, ограничивают права человека и основные свободы граждан России.
Позднее, по аналогичным основаниям, включён в санкционные списки Великобритании, Швейцарии, Австралии, Японии, Украины и Новой Зеландии.

## Имущество
По данным собственной декларации, поданной в 2014 году, Лябихову «и его супруге принадлежит квартира и парковочное место в Германии». В январе 2023 года, журналисты «Важных историй», сообщили что Лябихов владеет четырьмя квартирами в мюнхенском районе Аубинг в Германии. По данным суда Мюнхена, две квартиры находятся в совместной собственности Лябихова и его жены Елены Кузнецовой, а еще двумя Кузнецов владеет единолично, при этом они не были задекларированны депутатом.
В мае 2022 года журналисты, основываясь на утечке данных о владельцах недвижимости в ОАЭ, установили что Лябихов владеет квартирой площадью 109 кв.м. в комплексе «Amwaj 4» в Дубае, стоимостью около 430 тысяч долларов. Наличие квартиры подтвердило расследования от 2024 года «Dubai Unlocked» Центра по исследованию коррупции и организованной преступности.

### Арест имущества
В июне 2022 года прокуратура Мюнхена сообщила о расследовании уголовного дела в отношении депутата Госдумы РФ и его супруги за нарушение санкций Евросоюза. Журналисты различных изданий установили, что этим депутатом является Лябихов и его супруга Елена Кузнецова. По данным прокуратуры, супруги сдавали в аренду три квартиры, получая ежемесячный доход в 3500 евро, при том что санкции запрещают ведение экономической деятельности подсанкционных лиц. Прокуратура арестовала три квартиры и арестовала счёт Кузнецовой, используемый «для перевода арендной платы»